# Eulithis agnes
Eulithis agnes är en fjärilsart som beskrevs av Butler 1878. Eulithis agnes ingår i släktet Eulithis och familjen mätare. Inga underarter finns listade i Catalogue of Life.